# Аквафотосъёмка
Аквафотосъёмка — метод профессиональной студийной фотосъёмки с использованием воды.

## Применение
В среде профессиональных фотографов давно реализуются идеи использования воды в фотосъёмке. Ранее использовать воду в студиях было можно, но это всегда было связано с большими сложностями в виду отсутствия необходимого технического оснащения фотостудий. Несмотря на затраты времени для приготовлений студии к съёмке с использованием воды, полноценно использовать все её качества, запечатлеть чёткость движения капель, передать блики и т. п. оставалось весьма проблематично.
Поэтому лишь с появлением специально оборудованной аквафотостудии, с использованием аквазоны, полноценного применения комплексов импульсного света — в сущности стало уместно говорить о возникновении нового жанра профессиональной студийной съёмки. Первые, подобного рода фотостудии зародились на Западе — где и ныне пользуются большой популярностью, однако в России, единственная, полноценно оборудованная аквафотостудия появилась лишь в 2009 году, в Санкт-Петербурге.